# Heath and Reach
Heath and Reach est un village et une paroisse civile du Central Bedfordshire, en Angleterre.